# 렁수이탄구

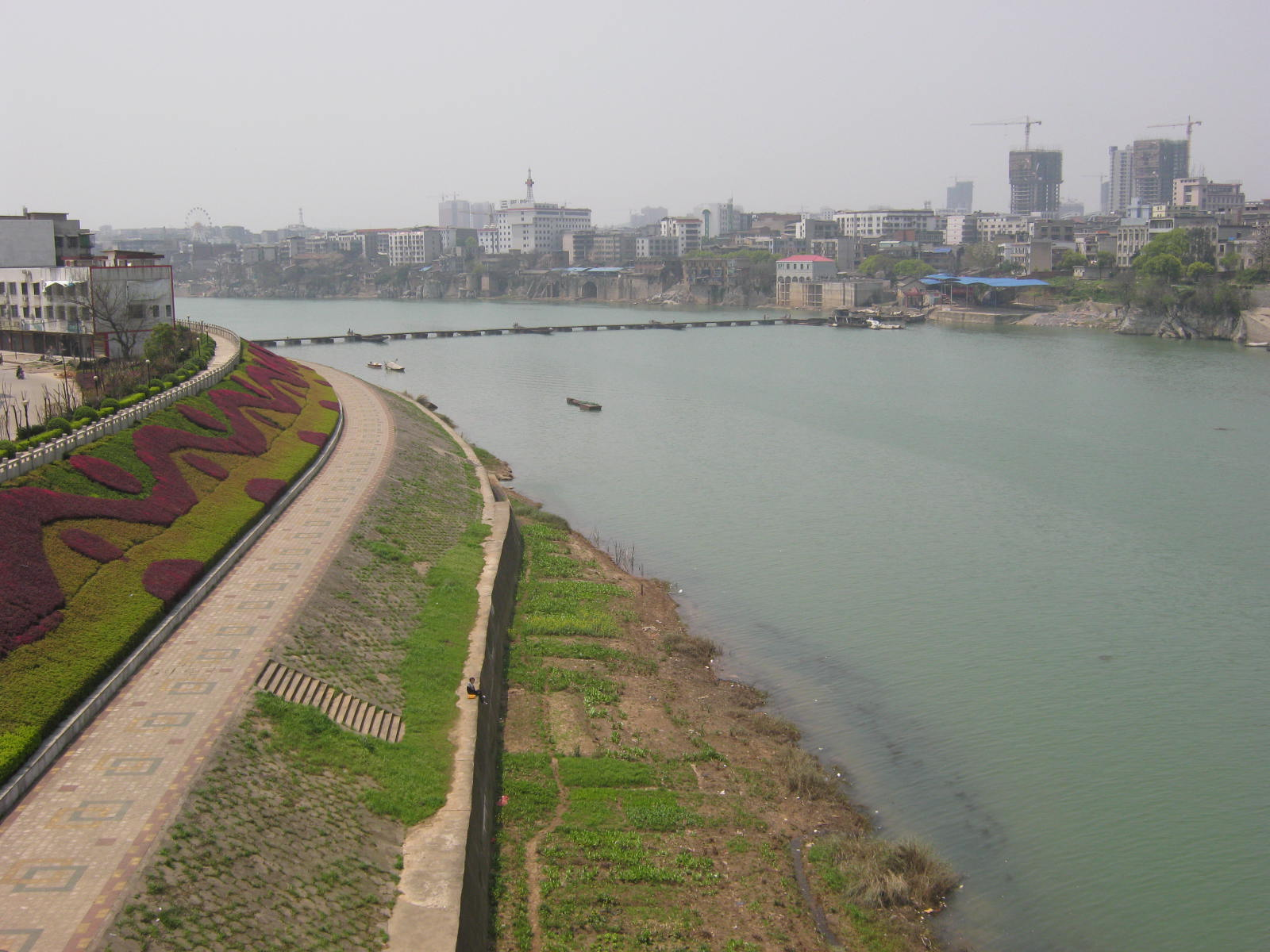

렁수이탄구(한국어: 냉수탄구, 중국어: 冷水滩区, 병음: Lěngshuǐtān Qū)는 중화인민공화국 후난성 융저우 시의 현급 행정구역이다. 넓이는 1218km2이고,  554,700명이다.

## 행정 구역
10개 가도, 8개 진, 1개 향을 관할한다.
- 가도: 杨家桥街道、肖家园街道、菱角山街道、梅湾街道、凤凰街道、梧桐街道、珊瑚街道、曲河街道、岚角山街道、仁湾街道
- 진: 普利桥镇、黄阳司镇、伊塘镇、蔡市镇、上岭桥镇、高溪市镇、牛角坝镇、花桥街镇
- 향: 杨村甸乡.